# Le Guislain
Le Guislain ist eine französische Gemeinde mit 139 Einwohnern (Stand 1. Januar 2022) im Département Manche in der Region Normandie. Sie gehört zum Kanton Villedieu-les-Poêles-Rouffigny und zum Arrondissement Saint-Lô. 
Nachbargemeinden sind Notre-Dame-de-Cenilly im Nordwesten, Bourgvallées im Norden, La Haye-Bellefond im Nordosten, Maupertuis im Südosten und Hambye im Südwesten.

## Bevölkerungsentwicklung

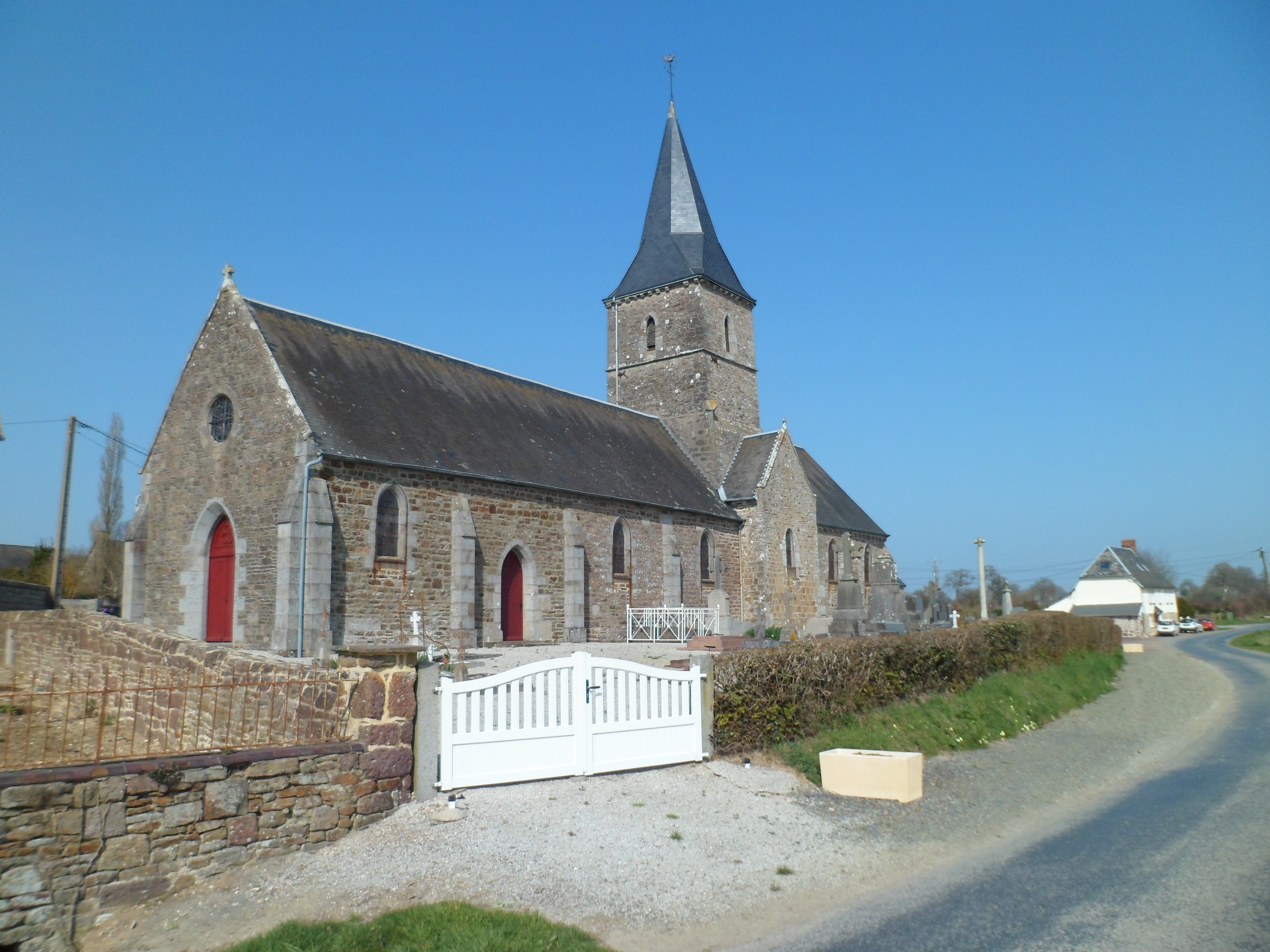
Kirche Saint-Pierre

| Jahr      | 1962 | 1968 | 1975 | 1982 | 1990 | 1999 | 2008 | 2018 |
| --------- | ---- | ---- | ---- | ---- | ---- | ---- | ---- | ---- |
| Einwohner | 212  | 229  | 154  | 163  | 141  | 122  | 117  | 139  |